# 福江純
福江 純（ふくえ じゅん、1956年2月3日 - ）は、日本の天文学者。大阪教育大学名誉教授。専門は相対論的宇宙流体力学。理学博士。
天文学者（本人は「天文楽者」を名乗ることもある）としてだけではなく熱心なSF、アニメファンとしても有名で、SFアニメやSF小説のアイデアを天文学の立場から考察した著書も多数ある。石原藤夫の主催する「ハードSF研究所」会員でもある。「ハードSF研究所」の広報に発表した〈ラーマに関する一連の考察〉により1992年SFファンジン大賞・研究部門を受賞。

## 略歴
山口県宇部市出身。
宇部市立琴芝小学校卒業、宇部市立上宇部中学校卒業、山口県立宇部高等学校卒業。
1978年3月 京都大学理学部宇宙物理学科卒業。
1983年3月 京都大学大学院理学研究科宇宙物理学専攻博士後期課程単位取得満期退学（7月修了）同月 理学博士 論文の題は「Shock propagations in a geometrically thin accretion disk（幾何学的に薄い降着円盤中の衝撃波の伝播）」。 
学部生・院生時代は加藤正二に師事した。
1984年4月 大阪教育大学教育学部助手、1989年4月 大阪教育大学教育学部助教授、2004年4月 大阪教育大学教育学部教授（教員養成課程理科教育講座 天文学研究室）、2021年3月 大阪教育大学教育学部教授 退職。
息子は、同じく天文学・宇宙物理学研究者の福江翼。

## 著書

### 降着円盤・宇宙ジェット関連
- 『降着円盤への招待 宇宙の大渦巻をさぐる』（講談社、ブルーバックス） 1988
- 『銀河にひそむモンスター』（岩波書店） 1991、のち光文社知恵の森文庫 2005.7
- 『宇宙ジェット』（学習研究社） 1993
- 『輝くブラックホール降着円盤』（プレアデス出版） 2007.11

### 宇宙全般・宇宙科学関連
- 『パソコン・シミュレーション ブラックホールの世界 目で視る相対論I』（恒星社厚生閣） 1990.1
- 『パソコン・シミュレーション スターボウの世界 目で視る相対論II』（恒星社厚生閣） 1991.1
- 『見えない星空への招待 マルチメディア宇宙スペクトル博物館 X線編』（栗野論美ほか共著、裳華房） 1999.11
- 『活動する宇宙』（柴田一成ほか共編、裳華房） 1999.12
- 『パソコン・シミュレーション スペースコロニーの世界 目で視る相対論III』（恒星社厚生閣） 2000.11
- 『宇宙が奏でるハーモニー マルチメディア宇宙スペクトル博物館 電波編』（栗野論美ほか共著、裳華房） 2000.11
- 『天空からの虹色の便り マルチメディア宇宙スペクトル博物館 可視光編』（栗野論美ほか共著、裳華房） 2001.11
- 『＜見えない宇宙＞の歩き方』（PHP新書） 2003.8
- 『最新宇宙学』（栗野論美ほか共編、裳華房） 2004.5
- 『最新天文小辞典』（東京書籍） 2004.6
- 『ブラックホールは怖くない ブラックホール天文学基礎編』（恒星社厚生閣） 2005.11
- 『宇宙旅行ガイド 140億光年の旅』（パリティ編集委員会共編、丸善） 2006.1
- 『ブラックホールを飼いならす ブラックホール天文学応用編』（恒星社厚生閣） 2006.6
- 『宇宙はどこまで明らかになったのか 太陽系の誕生から第二の地球探し、ブラックホールシャドウ、最果て銀河まで』（栗野論美共著、ソフトバンククリエイティブ） 2007.6
- 『輝くブラックホール降着円盤 降着円盤の観測と理論』（プレアデス出版） 2007.11
- 『光と色の宇宙』（京都大学学術出版会） 2007.12
- 『そこが知りたい☆天文学』（日本評論社） 2008.5
- 『カラー図解でわかるブラックホール宇宙』（ソフトバンククリエィテブ サイエンス・アイ新書） 2009.7
- 『完全独習 現代の宇宙論』（講談社） 2013.10
- 『完全独習 現代の宇宙物理学』（講談社） 2015.6
- 『14歳からの天文学』（日本評論社） 2017.7
- 『絵でわかる宇宙の誕生』（講談社） 2018.9

### 物理全般
- 『よくわかる物理』（日本実業出版社） 2008.1

### 相対論・アインシュタイン関連
- 『ぼくだってアインシュタイン』全4巻（北原菜里子画、岩波書店） 1994.4 - 1994.7
- 『アインシュタインの宿題』（大和書房） 2000.7、のち光文社知恵の森文庫 2003.9
  - のち改題新書版：『「超」入門　相対性理論』（講談社ブルーバックス） 2019.2
- 『となりのアインシュタイン』（長崎訓子画、PHPエディターズグループ） 2004.5
- 『100歳になった相対性理論 アインシュタインの宇宙遺産』（講談社） 2005.2

### SF・アニメ関連
- 『SFを科学する』（石原藤夫共著、講談社ブルーバックス） 1987.10
- 『SFアニメを天文する』（日本評論社） 1993.12、のち改題文庫化『SFアニメの科学』（光文社知恵の森文庫） 2002.6
- 『SF天文学入門』上・下（裳華房） 1997
- 『やさしいアンドロイドの作り方』（大和書房） 1996.2、のち改題文庫化『SFはどこまで可能か?』（扶桑社空想科学文庫） 2004.6
- 『シネマ天文楽入門』（裳華房） 2006.11
- 『近未来入門!』（あさのあつこ共著、カサハラテツロー画、メディアファクトリー、ナレッジエンタ読本） 2007.11
- 『SFアニメを科楽する』（日本評論社） 2010.3
- 『空想ライトノベル読本』（メディアファクトリー空想科学文庫） 2010.11